# Mario Kordić
Mario Kordić (Ludwigshafen, 28. lipnja 1972.), hrvatski je urolog i gradonačelnik Mostara od 2021. godine.
Diplomirao je 1996. na Medicinskome fakultetu u Zagrebu. Kao liječnik, radio je u Kliničkoj bolnici Dubrava u Zagrebu i u Sveučilišnoj kliničkoj bolnici u Mostaru.
Na sjednici Gradskoga vijeća Mostara početkom prosinca 2024. ponovno je izabran za mostarskog gradonačelnika.
Oženjen je i otac dvoje djece.